# Vietteina ivelonensis
Vietteina ivelonensis är en fjärilsart som beskrevs av Pierre Leraut 1989. Vietteina ivelonensis ingår i släktet Vietteina och familjen Crambidae. Inga underarter finns listade i Catalogue of Life.